# دهستان لجران
دهستان لجران یکی از دهستان‌های شهرستان گرمسار در استان سمنان ایران است. بر اساس سرشماری سال ۱۳۸۵، جمعیت این دهستان ۶٬۸۹۵ نفر (۱٬۸۴۵ خانوار) بوده است طایفه اصلی لجران زندی است.
دهستان لجران در بخش مرکزی شهرستان گرمسار قرار دارد. مرکز این دهستان، روستای لجران است و دیگر روستاهای مسکونی آن از این قرارند:
- شاهبداغ بالا و پايين (شاهبداغ)
- نوده خالصه
- نوده اربابی
- فرور
- كرند
- حاجی‌آباد آتشگاه
- حاجی‌آباد آتشگاه خالصه بالا
- کوشک خالصه پایین
- کوشک اربابی
- نوحصار
- سه برار
- محله باغ جدید
- ابه نو
- امامزاده اسماعیل
- ساروزن پایین
- بنکوه
- ناروهه

دیگر مناطق مسکونی این دهستان از این قرارند: شهرک صنعتی حاجی‌آباد، محله باغ حاج صادق